# Ophiuche conscitalis
Ophiuche conscitalis är en fjärilsart som beskrevs av Walker 1865. Ophiuche conscitalis ingår i släktet Ophiuche och familjen nattflyn. Inga underarter finns listade i Catalogue of Life.